# Joal-Fadiute
Joal-Fadiute (em francês: Joal-Fadiout(h)) é uma cidade do Senegal. Segundo censo de 2013, havia 45 903 habitantes.

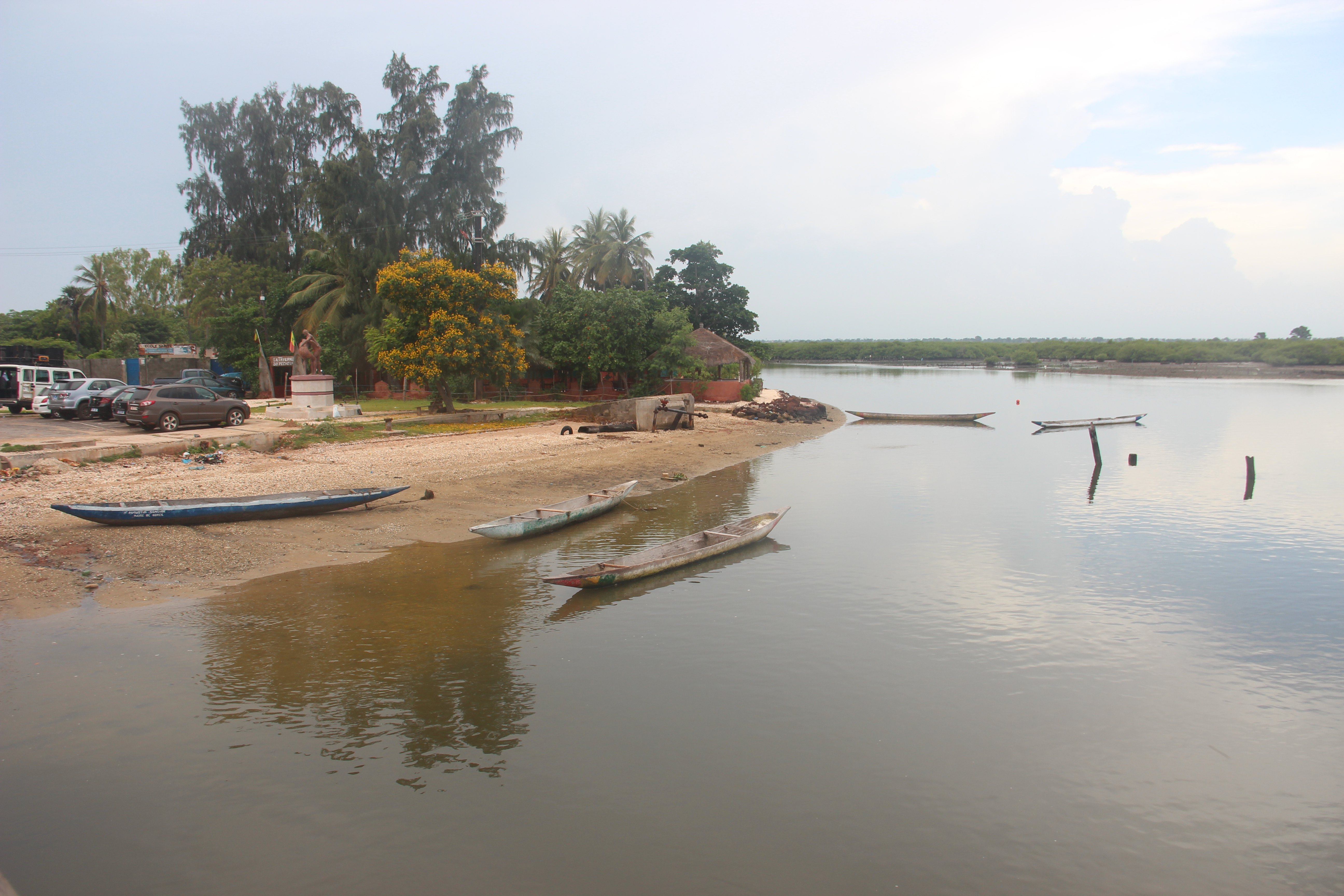
Joal-Fadiute